# Six-Fours-les-Plages
Six-Fours-les-Plages (in occitano Sièis Four) è un comune francese di 35 413 abitanti situato nel dipartimento del Var della regione della Provenza-Alpi-Costa Azzurra.

## Società

### Evoluzione demografica
Abitanti censiti

## Amministrazione

### Gemellaggi
- Zagarolo